# كيوتز (فلم)
كيوتز (بالإنجليزية: Cuties) (بالفرنسية: Mignonnes) هو فيلم درامي كوميدي فرنسي عُرض عام 2020، وهو من تأليف وإخراج الفرنسية السنغالية ميمونة دوكوري. الفيلم من بطولة فتحية يوسف ومدينة العايدي عزوني وإستير جوهورو وإيلانة كامي جورسولاس وميمونة جوي. تدور قصة الفيلم حول فتاة فرنسية سنغالية نشأت في بيئة إسلامية تقليدية وهي عالقة بين القيم التقليدية وثقافة الإنترنت. يهدف الفيلم إلى انتقاد فرط النشاط الجنسي للفتيات في سن ما قبل المراهقة.
عُرض الفيلم لأول مرة في قسم مسابقة السينما العالمية الدرامية في مهرجان صاندانس السينمائي في 23 يناير 2020، وفاز دوكوري بجائزة الإخراج. عُرض في فرنسا في 19 أغسطس 2020، وعُرض على المستوى الدولي في 9 سبتمبر 2020 على نتفلكس.

## وصلات خارجية
- مقالات تستعمل روابط فنية بلا صلة مع ويكي بيانات